# Chrysina resplendens
Chrysina resplendens (лат.) — вид жуков из семейства пластинчатоусых. Благодаря золотистому металлическому цвету эти жуки очень ценятся коллекционерами.

## Распространение
Центральноамериканский вид. Встречается, в том числе, на территории Коста-Рики, Панамы и Сальвадора.

## Интересный факт
У жуков данного вида есть интересное оптическое свойство — «зеркальная неразборчивость» (способность сохранять круговую поляризацию света, отражающегося от жука, вне зависимости от направления поляризации). Учёные объяснили этот феномен спиральными структурами в кутикуле надкрылий золотистых жуков.